# Asaka (město v Japonsku)
Asaka (japonsky 朝霞市) je město v prefektuře Saitamě v Japonsku. K roku 2019 v ní žilo přes 142 tisíc obyvatel, z nichž zhruba třetina pracovala v nedalekém japonském hlavním městě Tokiu, kterému Asaka slouží jako sídlištní noclehárna.

## Poloha
Asaka leží ve vnitrozemí na jihovýchodě Honšú, největšího japonského ostrova, na jihozápadním břehu Arakawy, přítoku Tokijského zálivu. Nachází se východně od Tokorozawy a jižně od Saitamy.

## Dějiny
Současný status města (ši) má Asaka od roku 1967. Název Asaka nese od roku 1921, kdy tak bylo přejmenováno k poctě Jasuhiko Asaky, generála a tehdejšího člena japonské císařské dynastie.